# 프로레슬링 명예의 전당 박물관

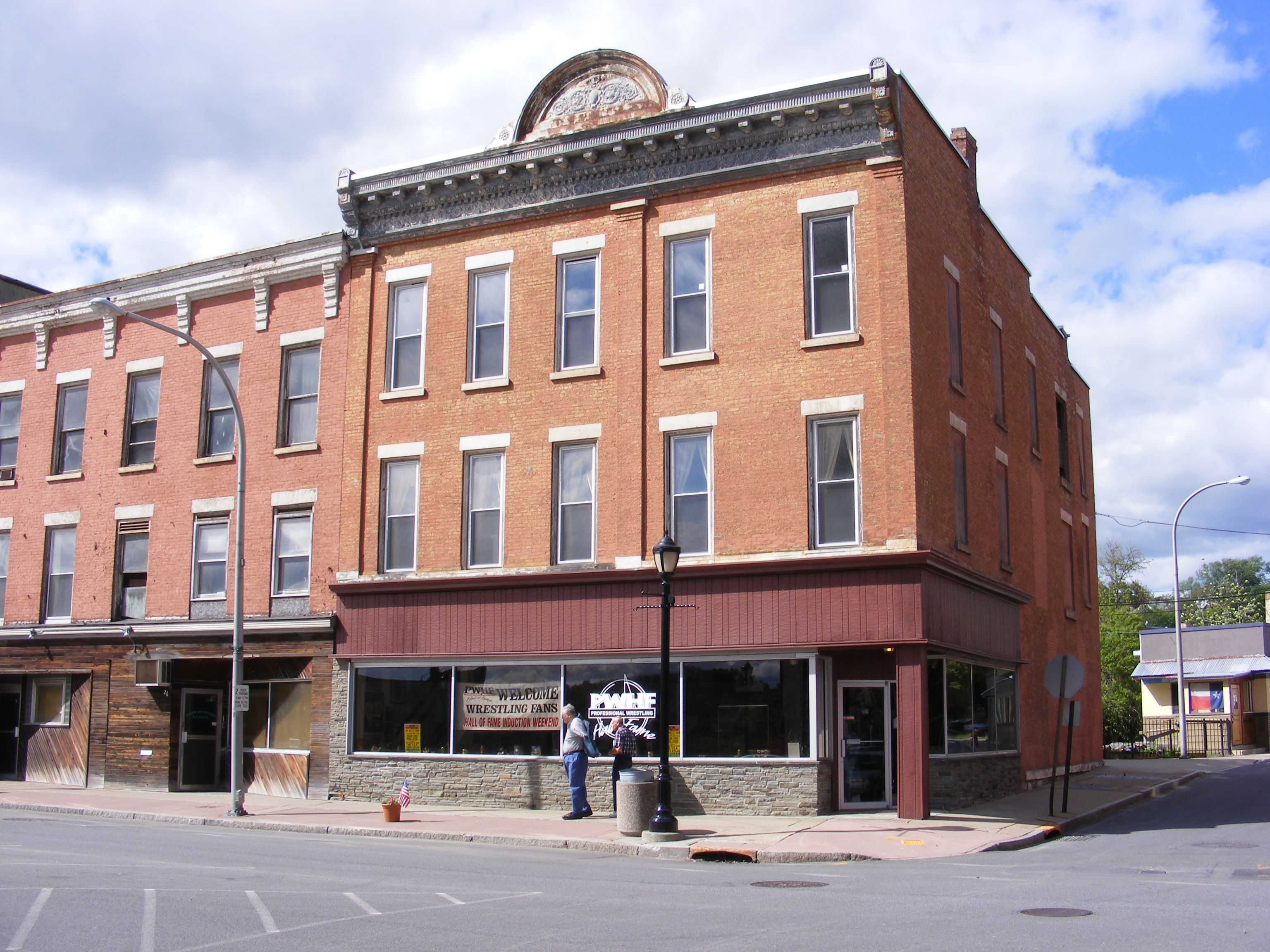
프로레슬링 명예의 전당 박물관

프로레슬링 명예의 전당 박물관( - 名譽의 殿堂博物館, 영어: Professional Wrestling Hall of Fame and Museum)은 뉴욕주 앰스터댐에 위치한 프로레슬링 명예의 전당 및 박물관이다.

## 프로레슬링 명예의 전당 멤버

### 역대 헌액자
- 프랭크 고치 (2002년)
- 조즈 핵캔스치미드 (2002년)
- 에드 루이스 (로버트 프리에드리치) (2002년)
- 짐 론도스 (크리스 씨오펠레스) (2002년)
- 조 스테쳐 (2002년)
- 루테즈 (알로이시우스 마르티즈 테즈) (2002년)
- 조지우스 조지 (조지 레이먼드 웨그너) (2002년)
- 버디 로저스 (허멘 로드) (2002년)
- 브루노 삼마티노 (2002년)
- 앙드레 더 자이언트 (앙드레 루지모프) (2002년)
- 리키 스팀보트 (리처드 블루드) (2002년)
- 스카이 로우 로우 (마셸 가우씨어) (2002년)
- 밀드레드 버크 (밀드레드 브리스) (2002년)
- 마틴 번즈 (2003년)
- 스테니스라우스 즈비스코 (2003년)
- 월터 코왈스키 (2003년)
- 안토니오 로카 (2003년)
- 닉 복윙클 (2003년)
- 헐크 호건 (테리 볼라) (2003년)
- 로이 허퍼넌 (로렝스 허퍼넌) (2003년)
- 리플 비버 (라이오넬 지로욱스) (2003년)
- 패뷸러스 뮬라 (마리 엘리손) (2003년)
- 샘 머치닉 (2003년)
- 딕 베여 (2003년)
- 일리오 디파올로 (2003년)
- 윌리엄 벌던 (2004년)
- 프레디 블라시 (2004년)
- 버니 게그네 (2004년)
- 테리 펑크 (2004년)
- 할리 레이스 (2004년)
- 마우리스 배컨 (2004년)
- 폴 배컨 (2004년)
- 로드 리틀부르크 (에릭 토베이) (2004년)
- 매 영 (2004년)
- 빈센트 제시 맥맨 (빈스 맥맨 시니어) (2004년)
- 고던 솔리 (프란시스 조날드 라이박) (2004년)
- 닥터 존 J 보니카 (2004년)
- 렌 로시 (렌 로시타노) (2004년)
- 오르빌 브라운 (2005년)
- 존 파섹 (2005년)
- 딕 베이어 (2005년)
- 잭 브리스코 (프레디 브리스코) (2005년)
- 도리 펑크 주니어 (2005년)
- 조지 스틸 (윌리엄 마이어즈) (2005년)
- 브루져 (윌리엄 아필리스) (2005년)
- 크러셔 (레지날드 리소우스키) (2005년)
- 후지 쿠피드 (레온 스탭) (2005년)
- 패니 배너 (2005년)
- 마이크 마즈어키 (2005년)
- 레이 스턴 (웰터 북바인더) (2005년)
- 에드 던 조지 (2006년)
- 빌 랭선 (2006년)
- 돈 레오 조나단 (돈 헤턴) (2006년)
- 쟈니 발렌타인 (조니단 위스니스키) (2006년)
- 릭 플레어 (리처드 모건 플레어) (2006년)
- 레이 스티븐스 (2006년)
- 리치도잔 (김신낙) (2006년)
- 준 바이어스 (데 알바 에본 시브레이) (2006년)
- 바비 히낸 (레이먼드 루이스 히낸) (2006년)
- 이다 매 마르티네즈 (2006년)
- 얼 채덕 (2007년)
- 거스 소넨버그 (2007년)
- 대니 호지 (2007년)
- 팻 오' 코너 (2007년)
- 테드 디비아시 (2007년)
- 라디 파이퍼 (로데릭 툼브스) (2007년)
- 크리스 톨로스 (2007년)
- 칼 고치 (칼 이스타즈) (2007년)
- 코라 콤스 (코라 시본스캐칙) (2007년)
- 잭 프페퍼 (2007년)
- 빌리 다넬 (2007년)
- 톰 젠킨스 (2008년)
- 보보 브라질 (휴스턴 헤리스) (2008년)
- 레이 스틸 (피터 사우어) (2008년)
- 직 키니스키 (2008년)
- 밥 백런드 (2008년)
- 브렛 하트 (2008년)
- 에밀 더젝 (에밀 해슨) (2008년)
- 어니 더젝 (어니 해슨) (2008년)
- 쇼헤이 바바 (2008년)
- 베티 닉콜리 (2008년)
- 투츠 몬트 (2008년)
- 톰 드레이크 (2008년)
- 에반 루이스 (2009년)
- 윌라덱 즈비스코 (2009년)
- 빌리 그라함 (엘드리즈 콜먼) (2009년)
- 치프 제이 스트롱보우 (조셉 스카파) (2009년)
- 폴 온돌프 (2009년)
- 랜디 세비지 (란델 포포) (2009년)
- 돈 커티스 (2009년)
- 마크 루인 (2009년)
- 안토니오 이노키 (켄지 이노키) (2009년)
- 도나 크리스타넬로 (도나 알폰시) (2009년)
- 캡틴 로우 알바노 (2009년)
- 행크 게럿 (2009년)
- 레드 베리 (2010년)
- 대니 맥셰인 (2010년)
- 에도우라드 카펜티어 (2010년)
- 와후 맥다니엘 (2010년)
- 스탠 한슨 (2010년)
- 더스티 로즈 (버질 러널즈) (2010년)
- 밴 셰이프 (2010년)
- 마이크 셰이프 (2010년)
- 밀 마스카라스 (2010년)
- 케이 노블 (2010년)
- 고릴라 몬순 (로버트 마렐라) (2010년)
- 에버트 마셸 (2011년)
- 브롱코 나구스키 (2011년)
- 딕 더 브루저 (윌리엄 아프리스) (2011년)
- 더 쉬크 (에드 파핫) (2011년)
- 이반 콜로프 (2011년)
- 제리 롤러 (2011년)
- 로드 워리어 애니멀 (2011년)
- 로드 워리어 호크 (2011년)
- 폴 엘러링 (2011년)
- 빌리 로빈슨 (2011년)
- 주디 그레블 (2011년)
- 빈센트 케네디 맥맨 (빈스 맥맨 주니어) (2011년)